# Neophema chrysostoma
El periquito crisóstomo (Neophema chrysostoma) es una especie de ave psitaciforme de la familia Psittaculidae endémica del sureste de Australia, incluida Tasmania.

## Descripción

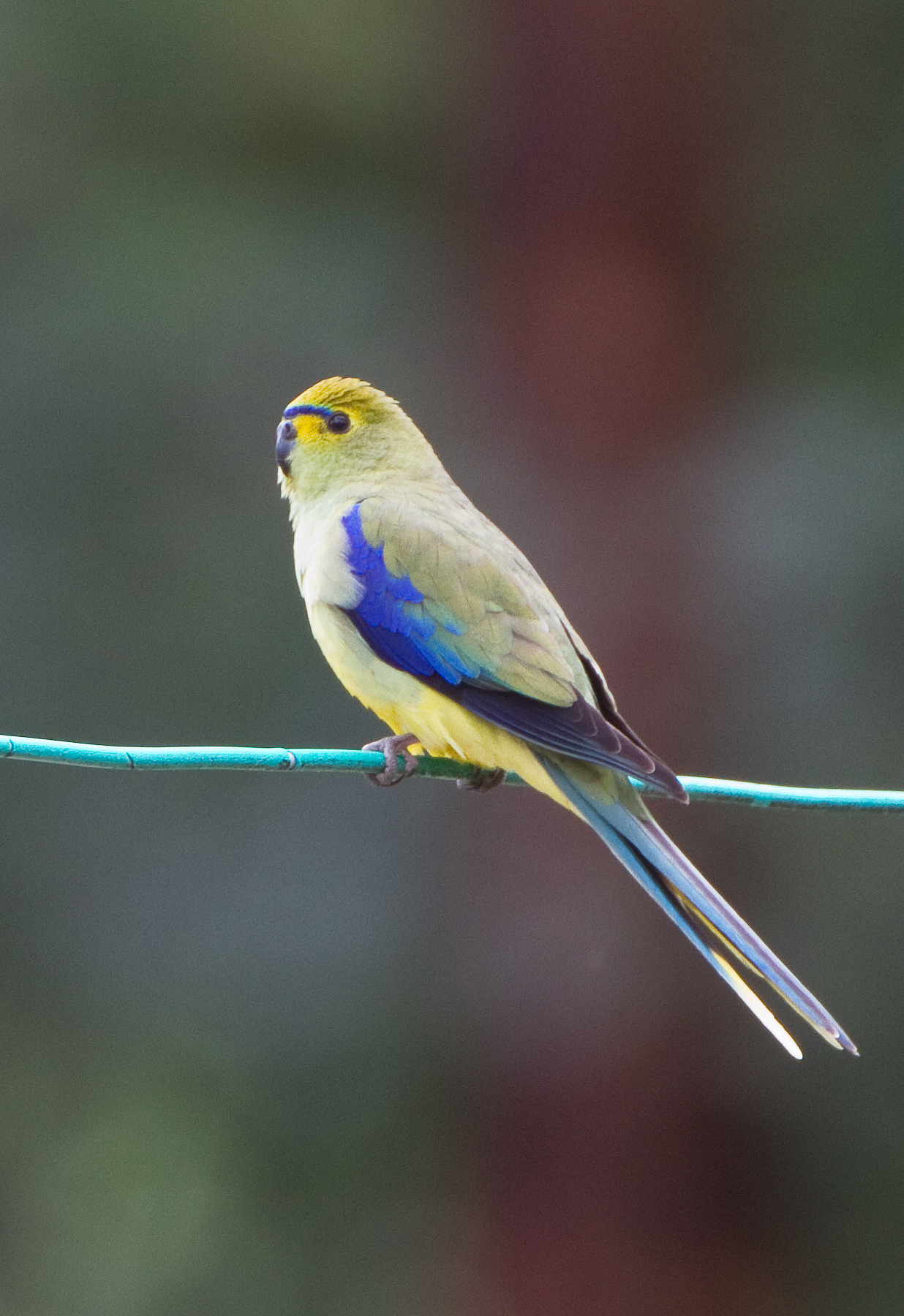
Macho.

Mide alrededor de 20 cm de largo. El plumaje de sus partes superiores, cabeza y pecho es principalmente de color verde claro, salvo las coberteras de las alas que son azules y las primarias que son negruzcas, mientras que su vientre es amarillo. La parte superior de su cola tiene tonos grisáceo azulados, mientras que las plumas de los laterales e inferiores son amarillas. Su pico es estrecho, muy corto y curvado hacia abajo de color grisáceo. Los machos presentan el píleo amarillento y una lista azul en la frente. Las hembras son de tonos más discretos, con una lista en la frente menos prominente, el píleo menos amarillento y tienen más verde en las alas.

## Distribución y hábitat
Es un ave nativa del sureste de Australia. Se encuentra en las sabanas arboladas, herbazales, pantanos y demás hábitats abiertos, incluidos los campos de cultivo hasta los 1200 m de altitud sobre el nivel del mar. Muchos emigran a Tasmania donde crían en primavera y verano, y regresan al continente australiano en invierno. 
Suelen alimentarse en el suelo de semillas, brotes, frutos e insectos. Pueden encontrarse desde en parejas en la estación de cría hasta en bandadas de hasta 2000 individuos justo antes de la migración de otoño.